# Klassentreffen – Mordfall unter Freunden
Klassentreffen – Mordfall unter Freunden ist der Titel eines deutschen vom Privatsender Sat.1 produzierten Fernsehkrimis aus dem Jahre 2001.

## Handlung
Die Staatsanwältin Nina kann sich nicht entscheiden, ihren Lebensgefährten und Kollegen Littmann zu heiraten und stürzt sich lieber in ihre Arbeit. Als ihre beste Schulfreundin sie mehrfach anruft, um sie zu einem Klassentreffen nach 15 Jahren zu überreden, geht sie nach einigem Zögern darauf ein, um einmal etwas Abstand vom Alltag zu gewinnen. In der rendsburgischen Provinz trifft sie in geselliger Runde alte Bekannte wieder. Als jedoch ihre alte Freundin Dagmar, die das Fest initiiert hat, nicht erscheint, macht sie sich mit Detlev und ihrem Ex-Geliebten Rainer auf, um sie zu suchen. Die Freunde finden Dagmar mit aufgeschnittenen Pulsadern in ihrer Badewanne vor.
Der Fall wird von der Polizei schnell zu den Akten gelegt, doch Nina glaubt nicht an den Selbstmord und beginnt auf eigene Faust zu ermitteln. Verdächtig ist z. B. der Arzt, der ohne weitere Untersuchungen den Totenschein ausstellt, als Gönner und Spender in der Öffentlichkeit auftritt und hinter der Hand als unersättlicher Casanova gilt. Doch Nina deckt auch mancherlei Geheimnis ihrer nach außen hin integer erscheinenden Freunde auf: Da ist Marianne, die in der Apotheke der Toten arbeitet und den Kassenbetrug ihres Ehemannes mit Probemedikamenten deckt, oder der Politiker Georg, der – obwohl verheiratet – ein Verhältnis mit Dagmar hatte und der vor einem Untersuchungsausschuss steht, weil er bei der Planung einer Autobahntrasse seinem Freund, dem Landwirt und Grundstückseigner Detlev, zu großen Gewinnen verholfen haben soll, oder auch Wolfi, der mittlerweile Reporter einer Lokalzeitung ist und für eine gute Story auch alte Freunde in den Dreck zieht.
Die Ermittlungen wirbeln viel Staub auf. Als der Politiker Georg, dessen Karriere mit Bekanntwerden seiner Affäre ein abruptes Ende findet, sich das Leben nimmt, zweifelt Nina zunächst an der Richtigkeit ihres Hinterfragens. Sie wird aber von ihrer Jugendliebe Rainer zum Weitermachen ermutigt. Als sich die Indizien für eine Vergiftung Dagmars erhärten, wird der verdächtigte Arzt festgenommen, der von einem illegalen Geschäft mit abgelaufenen Arzneien berichtet und Brühning, den Ehemann der Toten, belastet. Dieser kann am Ende nach einer dramatischen Zuspitzung gestellt werden.

## Themen
Aus einer harmlosen Feier heraus, die von einer Tragödie überschattet wird, entwickelt sich eine Geschichte von Verwicklungen. Die kriminalistische Aufklärungsarbeit zieht sich durch den ganzen Film, der eigentliche Mordfall aber erfährt seine Auflösung im Grunde erst ganz zum Schluss. Vordergründig dreht sich die Handlung vielmehr um die vielen kleinen Klüngeleien, die Kavaliersdelikte und die nicht ganz so sauberen Seiten der Charaktere, die letztlich jeder Mensch hat und die von der Gesellschaft auch toleriert werden, solange man sie nicht öffentlich anspricht. Diese privaten Enthüllungen finden einen Höhepunkt, als klar wird, dass auch die gesetzestreue Staatsanwältin ihren dunklen Punkt in der Vergangenheit hat. Die nämlich hat einst in angetrunkenem Zustand einen Autounfall verursacht, bei dem ihre große Liebe ums Leben kam. Um ihre Schuld zu vertuschen, setzte sie (mit Detlevs Hilfe) den Toten ans Steuer. Eine ruhige Kriminalgeschichte also, die ohne Schusswechsel und aufwändige Stunts auskommt und stattdessen umso mehr die Charaktere und den alltäglichen Kleinstadtfilz beleuchtet.

## Kritiken
„Bei diesem Klassentreffen könnte sich jeder von uns wiederfinden. Durchweg erstklassig gespielt und verdammt nah am Leben.“

## Hintergrund
Unter den Musikern der Showband, die während des Klassentreffens für musikalische Unterhaltung sorgt, befindet sich eine Reihe bekannter Profimusiker:
- Am Kontrabass steht leicht verkleidet Florian Schneider-Esleben von der Band Kraftwerk.
- Als Sänger agiert Marian Gold, der in den Achtzigern als Sänger der Popband Alphaville sehr erfolgreich war.
- Die Orgel spielt Klaus Schulze, der als Synthesizer-Pionier seit 1972 über 100 CDs veröffentlichte.
- Als Gitarrist tritt der von der 80er-Jahre-Band Ideal bekannte Frank Jürgen „Eff Jott“ Krüger auf.